# DiEM25
DiEM25, Ruch Demokracji w Europie 2025 (ang. Democracy in Europe Movement 2025, DiEM25) – lewicowa paneuropejska organizacja polityczna założona przez Janisa Warufakisa, byłego ministra finansów Grecji, powstała w 2016 roku. W maju 2017 ogłoszono przekształcenie Diem25 w ponadnarodową partię polityczną, biorącą udział w wyborach do Parlamentu Europejskiego w 2019 roku.
Warufakis ogłosił, że w części krajów DiEM25 poprze te krajowe partie polityczne, które popierają program ruchu, takie jak Alternatywa w Danii, podczas gdy w innych może zdecydować się na samodzielny start pod szyldem DiEM25. Partia Razem, która współpracowała z DiEM25 przed 2022 r. "w związku z brakiem jednoznacznej deklaracji uznania suwerenności Ukrainy oraz bezwzględnego potępienia imperializmu rosyjskiego przez Międzynarodówkę Progresywną oraz Ruch Demokracji w Europie 2025", zakończyła współpracę z tymi organizacjami". Celem tego ruchu jest zreformowanie istniejących instytucji Unii Europejskiej w celu stworzenia „pełnoprawnej demokracji z suwerennym parlamentem, respektującej narodowe samostanowienie i dzielącą władzę z parlamentami narodowymi, regionalnymi zgromadzeniami i radami miejskimi”.

## Program
Zadeklarowanym celem ruchu jest ożywienie idei Europy jako związku ludzi rządzących w ramach demokratycznej zgody, a nie „superpaństwem rządzonym przez technokratów wydających edykty”, jak to określają Unię Europejską członkowie ruchu. Na poparcie tego argumentu wspomina się o ośmiu różnych aspektach, w których zarządzanie jest raczej przymusem niż zgodą. Jednym z nich są „inspektorzy hit-squat i trojka, które utworzyły wraz z niewybranymi w wyborach «technokratami» z innych instytucji międzynarodowych i europejskich”. Organizacja powołuje się na pojawiający się ekstremistyczny nacjonalizm niektórych nowych partii politycznych, a także Brexit i tzw. Grexit jako dowód tego zbliżającego się europejskiego rozpadu.

## Struktury
DiEM25 prowadzi Zespół Koordynacyjny złożony z 12 osób, który jest nadzorowany przez Radę Doradczą złożoną ze znanych osobistości. Na poziomie lokalnym DiEM25 jest reprezentowany przez spontaniczne zespoły DiEM (DSCsy).

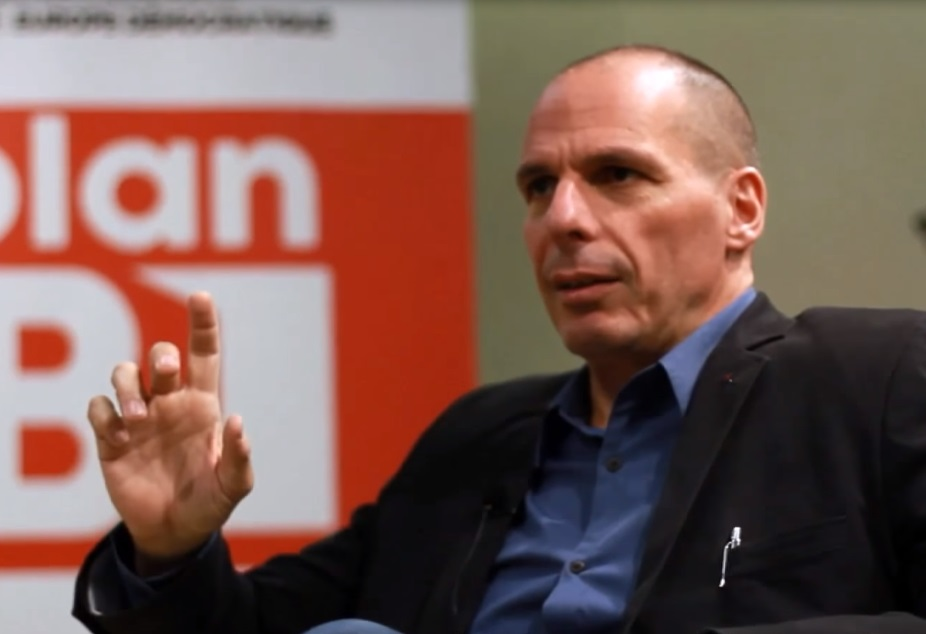
Janis Warufakis, założyciel Diem25

## Partie członkowskie DiEM25
| Państwo    | Partia                                                                                   | LD |
| ---------- | ---------------------------------------------------------------------------------------- | -- |
| Austria    | Der Wandel (Zmiana)                                                                      |    |
| Dania      | Alternativet (Alternatywa)                                                               |    |
| Francja    | Génération.s, le mouvement (Ruch Pokolenie.s) Nouvelle Donne (Nowy Ład)                  | 2  |
| Niemcy     | Demokratie in Bewegung (Demokracja w Ruchu) Mut (Odwaga)                                 |    |
| Grecja     | Μέτωπο Ευρωπαϊκής Ρεαλιστικής Ανυπακοής (Realistyczny Europejski Front Nieposłuszeństwa) | 1  |
| Włochy     | Liberi e Uguali (Wolni i Równi)                                                          | 6  |
| Portugalia | LIVRE (WOLNY)                                                                            |    |
| Hiszpania  | Actúa (Działać)                                                                          |    |

## Liderzy DiEM25
Do DiEM25 należą m.in.:

- Pamela Anderson[5]
- Julian Assange[6]
- Noam Chomsky[7]
- Brian Eno[7]
- Susan George[6]
- Jean-Michel Jarre[6]
- Katja Kipping[6]
- Naomi Klein[6]
- Ken Loach[6]
- Caroline Lucas[6]
- Elif Şafak[8]
- Saskia Sassen[6]
- Barbara Spinelli[6]
- Marie-Christine Vergiat[6]
- Janis Warufakis[7]
- Slavoj Žižek[6]

## Wyniki wyborów

### Wybory do Parlamentu Europejskiego w 2019 r.[9][10]
| Kraj       | Lider           | Partia                 | Głosy        | % Głosów     | Miejsca w PE | Miejsce      |
| ---------- | --------------- | ---------------------- | ------------ | ------------ | ------------ | ------------ |
| Austria    | Janis Warufakis | Der Wandel             | nie startuje | nie startuje | nie startuje | nie startuje |
| Dania      | Janis Warufakis | Alternatywa            |              | 3,37%        | 0            | 9            |
| Francja    | Janis Warufakis | Ruch Pokolenie.s       |              | 3,27%        | 0            | 8            |
| Francja    | Janis Warufakis | Nowy Ład               |              |              | 0            |              |
| Niemcy     | Janis Warufakis | Demokratie in Bewegung |              | 0.3%         | 0            |              |
| Niemcy     | Janis Warufakis | Odwaga                 | nie startuje | nie startuje | nie startuje | nie startuje |
| Włochy     | Janis Warufakis | Wolni i Równi          |              |              | 0            |              |
| Polska     | Janis Warufakis | Partia Razem           | 168 745      | 1,24%        | 0            | 6            |
| Portugalia | Janis Warufakis | LIVRE                  |              | 1,8%         | 0            |              |
| Hiszpania  | Janis Warufakis | Actúa                  |              | 0,1%         | 0            |              |
| Grecja     | Janis Warufakis | MeRA25                 |              | 3%           | 0            |              |